# Барбарелла (фільм)
«Барбарелла» (фр. Barbarella) — науково-фантастичний фільм 1968 року знятий спільними зусиллями французьких та італійських кінематографістів.

## Сюжет
4100 рік. Красуня Барбарелла (Джейн Фонда) вирушає в міжгалактичну експедицію на пошуки земного вченого Дюрана Дюрана (О'Ши). Вона не підозрює, з якими «жахами» їй доведеться зіткнутися на крижаній планеті, де її корабель зробить вимушену посадку. Барбарелла наївна і добра. Даруючи любов жителям всіх галактик, вона перемагає лиходіїв всесвіту.

## В ролях
| Актор            | Роль                                                   |
| ---------------- | ------------------------------------------------------ |
| Джейн Фонда      | Барбарелла                                             |
| Джон Філліп Лоу  | ангел Пигарев                                          |
| Аніта Палленберг | голос Джоан Грінвуд Чорна Королева, Великий Тиран Сого |
| Майло О'Ші       | доктор Дюран Дюран                                     |
| Девід Хеммінгс   | Ділдано                                                |
| Уго Тоньяцци     | Марк Хенд                                              |
| Марсель Марсо    | професор Пінг                                          |
| Клод Дофен       | президент Землі Діантус                                |
| Вероніка Венделл | капітан Мун                                            |